# Міжселенна територія Ямальського району
Міжселенна територія Яма́льського району (рос. Межселенная территория Ямальского района) — муніципальне утворення у складі Ямальського району Ямало-Ненецького автономного округу Тюменської області, Росія.
Згідно із законами територія напряму підпорядковується районній владі.
Населення міжселенної території становить 49 осіб (2017; 46 у 2010, 16 у 2002).
Станом на 2002 рік присілок Порсияха перебував у складі Яр-Салинської сільської ради, присілок Тамбей перебував у складі Сьояхинської сільської ради.

## Склад
До складу сільського поселення входять:
| Населений пункт    | Населення, осіб (2002) | Населення, осіб (2010) |
| ------------------ | ---------------------- | ---------------------- |
| Порц-Яха, присілок | 16                     | 12                     |
| Тамбей, присілок   | 0                      | 34                     |